# Lotta Schelin
 (août 2016).
Lotta Schelin, de son vrai nom Charlotta Eva Schelin, née le 27 février 1984 à Trångsund, est une footballeuse internationale suédoise.
Elle a successivement joué au Göteborg FC, à l'Olympique lyonnais puis au FC Rosengård. Avec l'équipe nationale de Suède, elle atteint la troisième place de la Coupe du monde 2011 et est médaillée d'argent aux Jeux olympiques 2016 de Rio. À la fin de sa carrière, elle totalise 576 matchs officiels pour 434 buts.

## Biographie

### Enfance et formation
Lotta Schelin grandit à Kållered dans la banlieue de Göteborg et commence à jouer au football dans le club du Kållered's SK avec sa sœur, Camille. Par la suite, elle joue en faveur du Mölnlycke IF. Adolescente, Schelin est également habile à des sports comme le tennis de table, l'athlétisme et le snowboard avant de se concentrer à plein temps sur le football.

### Carrière en club

#### Göteborg FC (2001-2008)
En 2001, à 17 ans, elle fait ses débuts dans la Damallsvenskan avec le club du Landvetter FC, actuellement Göteborg FC. Elle y joue plus de cent matchs de première division et devient la joueuse la plus en vue de l'équipe. Après une blessure survenue en août 2002, elle reste hors des terrains jusqu'en juin 2003.
En 2006, elle est désignée Attaquante de la saison dans la Damallsvenska. Malgré les offres d'autres clubs de la Damallsvenskan, Schelin choisit de rester dans le club de sa ville natale.

#### Olympique lyonnais (2008-2016)

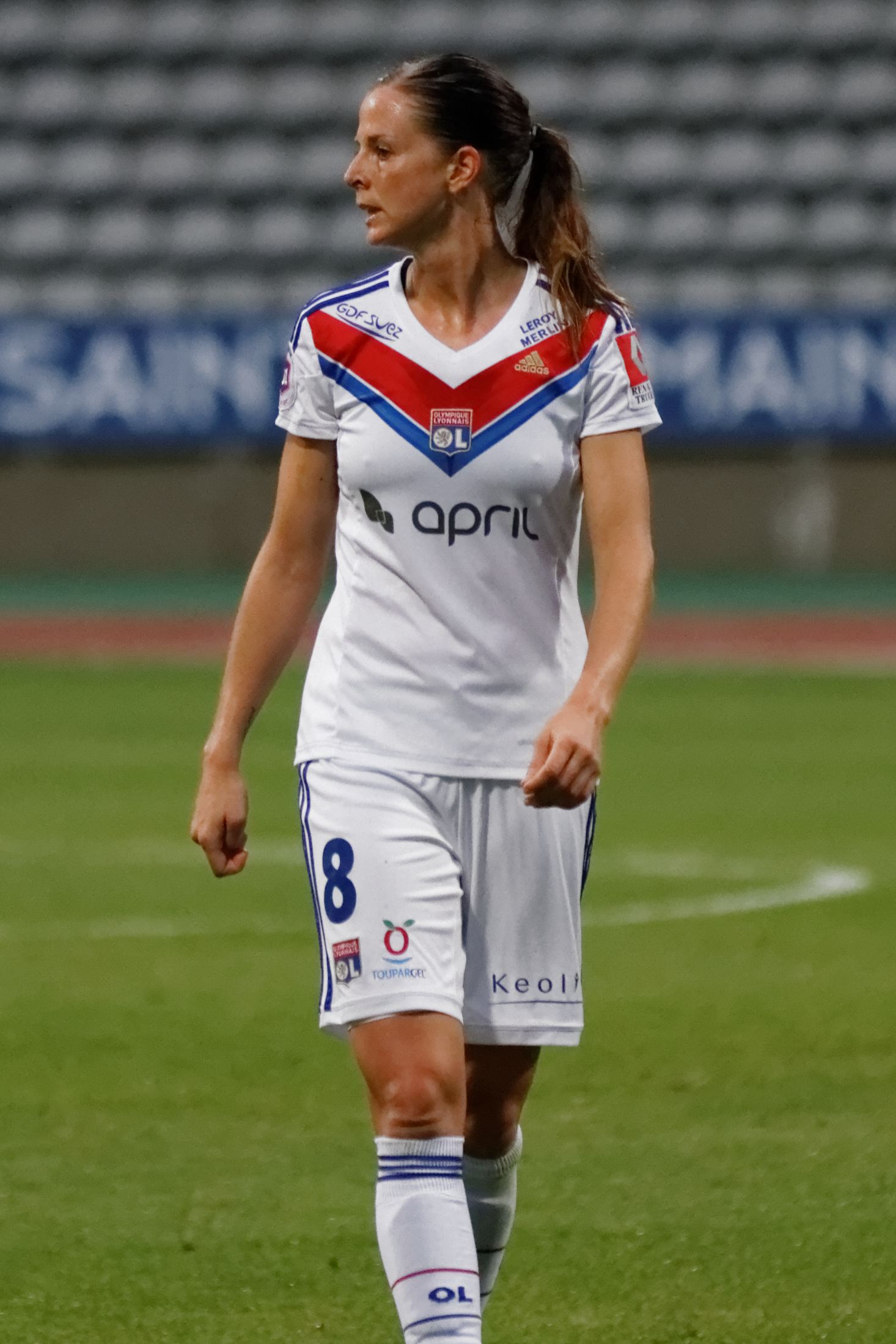
Lotta Schelin avec l'Olympique lyonnais en septembre 2013.

Après les Jeux olympiques d'été de 2008, elle signe en faveur de l'Olympique lyonnais et termine sa première saison avec un titre de championne de France et une place de demi-finaliste en Ligue des champions féminine.
Sur le plan personnel, elle inscrit 16 buts en Championnat de France et 7 buts en Coupe d'Europe, ce qui lui permet d'être nommée dans la catégorie « joueuse de l'année » aux Trophées UNFP du football.
Lors de sa seconde saison à Lyon, à cause d'une blessure intervenue deux semaines avant, elle ne peut pas jouer la finale de Ligue des champions perdue aux tirs au but face à Potsdam. Mais la saison suivante, elle remporte la finale, toujours avec l'Olympique lyonnais, face à la même équipe de Potsdam, sur un score de 2 à 0. Elle remporte également le championnat de France  et la Coupe de France ces deux années-là.
Le 13 mai 2012, elle est l'unique marqueuse de son équipe en finale de la Coupe de France (victoire 2-1 contre Montpellier).
Le 17 mai 2012, elle remporte sa deuxième Ligue des champions (victoire 2-0 contre Francfort au stade olympique de Munich).
Ces deux victoires auxquelles s'ajoute le Championnat de France lui permet de réaliser un triplé historique.
En 2013, 2014, 2015, elle réalise le doublé Coupe-Championnat.
Pour son dernier match avec l'Olympique lyonnais, elle remporte sa troisième Ligue des Champions contre VfL Wolfsbourg le 26 mai 2016.

#### FC Rosengård (2016-2018)
Moins d'un mois après ce trophée, elle signe chez les doubles championnes de Suède, le FC Rosengård, où elle marque encore 16 buts en 32 matches. Lotta Schelin annonce qu'elle prend sa retraite le jeudi 30 août 2018, à l'âge de 34 ans.

### Carrière en sélection
Schelin débute en équipe nationale le 16 mars 2004. Elle participe à l'Algarve Cup et continue avec l'équipe aux Jeux olympiques d'Athènes. En 2006, Schelin est un acteur clé de la Coupe d'Algarve menant la Suède à une troisième place. Elle marque le seul but de la Suède pour une victoire 1-0 sur la France, donnant ainsi la médaille de bronze à son pays. Pour ses efforts, Schelin se voit remettre la distinction de meilleure joueuse du tournoi.
Lotta Schelin participe aussi à la Coupe du monde 2007 et 2011 où son pays termine 3e. Elle participe également à la Coupe du monde 2015 au Canada où la Suède se fait éliminer en huitième de finale, face à l'Allemagne sur le score de 4-1. Lotta Schelin participe pour la première fois aux Jeux olympiques d'été en 2004. Elle prend part à son premier match des Jeux face au Nigéria, le 17 août 2004. Lors de ces Jeux, la Suède se fait éliminer en demi-finales 1-0, face au Brésil et finit quatrième en perdant le match de la troisième place contre l'Allemagne (1-0). Avec la Suède, elle participe aussi aux Jeux olympiques d'été de 2008 mais la Suède se fait éliminer en quarts de finale par l'Allemagne, 2-0. En 2012, elle participe une nouvelle fois aux Jeux olympiques d'été et cette fois-ci, se fait éliminer par la France, en quarts de finale, 2-1.
Elle est médaillée d'argent aux Jeux olympiques 2016 de Rio.

## Statistiques
| Saison                | Club                  | Championnat           | Championnat | Championnat | Coupe(s) nationale(s) | Coupe(s) nationale(s) | Compétition(s) continentale(s) | Compétition(s) continentale(s) | Compétition(s) continentale(s) | Suède | Suède | Total | Total |
| Saison                | Club                  | Division              | M.          | B.          | M.                    | B.                    | Comp.                          | M.                             | B.                             | M.    | B.    | M.    | B.    |
| 2001                  | Göteborg FC           | Damallsvenskan        | 19          | 8           | -                     | -                     | -                              | -                              | -                              | -     | -     | 19    | 8     |
| 2002                  | Göteborg FC           | Damallsvenskan        | 8           | 3           | -                     | -                     | -                              | -                              | -                              | -     | -     | 8     | 3     |
| 2003                  | Göteborg FC           | Damallsvenskan        | 11          | 10          | 2                     | 2                     | -                              | -                              | -                              | 4     | 1     | 17    | 13    |
| 2004                  | Göteborg FC           | Damallsvenskan        | 15          | 14          | 1                     | 0                     | -                              | -                              | -                              | 14    | 0     | 30    | 14    |
| 2005                  | Göteborg FC           | Damallsvenskan        | 22          | 10          | 2                     | 2                     | -                              | -                              | -                              | 13    | 7     | 37    | 19    |
| 2006                  | Göteborg FC           | Damallsvenskan        | 21          | 21          | 4                     | 8                     | -                              | -                              | -                              | 10    | 2     | 35    | 31    |
| 2007                  | Göteborg FC           | Damallsvenskan        | 27          | 26          | 2                     | 1                     | -                              | -                              | -                              | 11    | 10    | 40    | 37    |
| Sous-total            | Sous-total            | Sous-total            | 123         | 92          | 11                    | 13                    | -                              | -                              | -                              | 52    | 20    | 186   | 125   |
| 2008-2009             | Olympique lyonnais    | Division 1            | 16          | 17          | 3                     | 1                     | WCL                            | 7                              | 7                              | 12    | 11    | 38    | 36    |
| 2009-2010             | Olympique lyonnais    | Division 1            | 11          | 11          | 1                     | 0                     | WCL                            | 7                              | 5                              | 13    | 1     | 32    | 17    |
| 2010-2011             | Olympique lyonnais    | Division 1            | 18          | 11          | 4                     | 2                     | WCL                            | 9                              | 9                              | 17    | 7     | 48    | 29    |
| 2011-2012             | Olympique lyonnais    | Division 1            | 20          | 20          | 6                     | 13                    | WCL                            | 9                              | 5                              | 15    | 7     | 50    | 45    |
| 2012-2013             | Olympique lyonnais    | Division 1            | 16          | 24          | 5                     | 7                     | WCL                            | 6                              | 7                              | 16    | 12    | 43    | 50    |
| 2013-2014             | Olympique lyonnais    | Division 1            | 18          | 12          | 4                     | 9                     | WCL                            | 4                              | 2                              | 12    | 4     | 38    | 27    |
| 2014-2015             | Olympique lyonnais    | Division 1            | 21          | 34          | 6                     | 5                     | WCL                            | 4                              | 2                              | 12    | 17    | 43    | 58    |
| 2015-2016             | Olympique lyonnais    | Division 1            | 18          | 14          | 5                     | 4                     | WCL                            | 7                              | 4                              | 20    | 6     | 50    | 28    |
| Sous-total            | Sous-total            | Sous-total            | 138         | 143         | 34                    | 41                    | -                              | 53                             | 41                             | 117   | 65    | 342   | 290   |
| 2016                  | FC Rosengård          | Damallsvenskan        | 6           | 5           | 1                     | 1                     | WCL                            | -                              | -                              | 2     | 0     | 9     | 6     |
| 2017                  | FC Rosengård          | Damallsvenskan        | 11          | 5           | 3                     | 3                     | WCL                            | 3                              | 1                              | 6     | 1     | 23    | 10    |
| 2018                  | FC Rosengård          | Damallsvenskan        | 8           | 1           | -                     | -                     | -                              | -                              | -                              | 8     | 2     | 16    | 3     |
| Sous-total            | Sous-total            | Sous-total            | 25          | 11          | 4                     | 4                     | -                              | 3                              | 1                              | 16    | 3     | 48    | 19    |
| Total sur la carrière | Total sur la carrière | Total sur la carrière | 286         | 246         | 49                    | 58                    | -                              | 56                             | 42                             | 185   | 88    | 576   | 434   |

| Équipe             | Matches | Buts | Ratio |
| ------------------ | ------- | ---- | ----- |
| Göteborg FC        | 134     | 105  | 0.78  |
| Olympique lyonnais | 225     | 225  | 1.00  |
| FC Rosengård       | 32      | 16   | 0.50  |
| Total en club      | 391     | 346  | 0.88  |
| Équipe de Suède    | 185     | 88   | 0.48  |
| Total en carrière  | 576     | 434  | 0.75  |

## Palmarès

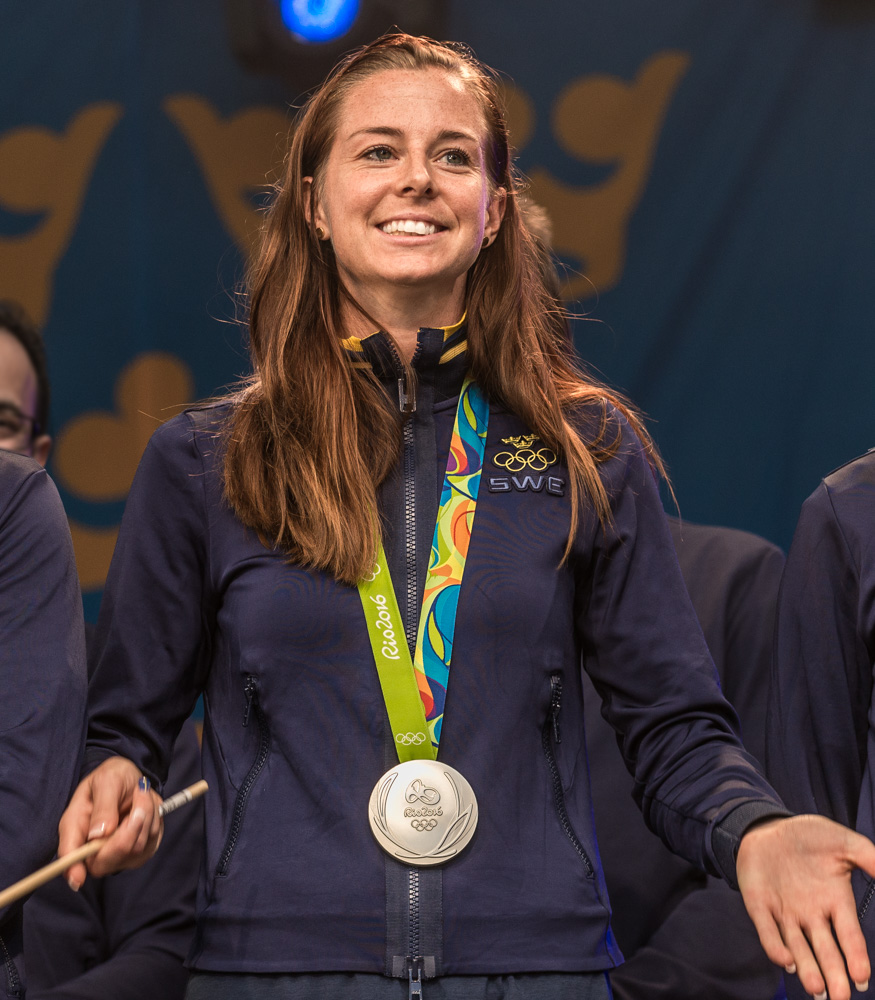
Lotta Schelin médaillée d'argent des Jeux olympiques 2016 de Rio.

### En sélection
Équipe de Suède :
- Vainqueur de l'Algarve Cup en 2009 (1)
- Médaille d'argent aux Jeux olympiques en 2016
- Troisième place à la Coupe du monde en 2011

### En club
Olympique lyonnais :
- Vainqueur du Championnat de France en 2009, 2010, 2011, 2012, 2013, 2014, 2015 et 2016 (8)
- Vainqueur de la Coupe de France en 2012, 2013, 2014, 2015 et 2016 (5)
- Vainqueur de la Ligue des champions en 2011, 2012 et 2016 (3)
- Vainqueur de la Mobcast Cup 2012 (1)
- Finaliste de la Ligue des champions en 2010 et 2013

 FC Rosengård :
- Vainqueur de la Coupe de Suède en 2016 (1)

### Distinctions personnelles
- 5 fois récompensée du Diamantbollen (ballon de diamant) en 2006, 2011, 2012, 2013 et 2014
- Meilleure buteuse du Championnat d'Europe 2013
- Élue meilleure joueuse de Division 1 pour la saison 2012-2013 par l'UNFP
- Meilleure buteuse du Championnat de France de football féminin en 2012-2013 (24 buts)
- Meilleure buteuse du Championnat de France de football féminin en 2014-2015 (34 buts)

## Vie personnelle
Schelin s'est révélée publiquement lesbienne en août 2018. Elle est mariée à sa femme Rebecca depuis 2018.